# Лисакув (Сілезьке воєводство)
Лисакув (пол. Łysaków) — село в Польщі, у гміні Конецполь Ченстоховського повіту Сілезького воєводства.
Населення — 39 осіб (2011).
У 1975-1998 роках село належало до Ченстоховського воєводства.

## Демографія
Демографічна структура станом на 31 березня 2011 року:
|          | Загалом | Допрацездатний вік | Працездатний вік | Постпрацездатний вік |
| -------- | ------- | ------------------ | ---------------- | -------------------- |
| Чоловіки | 17      | 4                  | 9                | 4                    |
| Жінки    | 22      | 5                  | 8                | 9                    |
| Разом    | 39      | 9                  | 17               | 13                   |